# كاريمجانج
كاريمجانج رمزها «KR» (بالإنجليزية: Karimganj)‏ ، هو تقسيم إداري لدولة الهند تتبع ولاية أسام (بالإنجليزية: Assam)‏ ، مركزها هو مدينة كاريمجانج (بالإنجليزية: Karimganj)‏
عدد سكانها حسب تعداد سنة 2001 هو 1,003,678 ، مساحتها 1,809 كم² وكثافة السكان 555 لكل كم² .

## أعلام
- سيد مجتبى علي
- فاروق أحمد تشودري